# Oldenlandia prainiana
Oldenlandia prainiana là một loài thực vật có hoa trong họ Thiến thảo. Loài này được (King) Elmer mô tả khoa học đầu tiên năm 1906.